# Ctenophoraster donghaiensis
Ctenophoraster donghaiensis är en sjöstjärneart som beskrevs av Yin-Xia Liao och Sun 1989. Ctenophoraster donghaiensis ingår i släktet Ctenophoraster och familjen kamsjöstjärnor. Inga underarter finns listade i Catalogue of Life.